# Gautama Swami

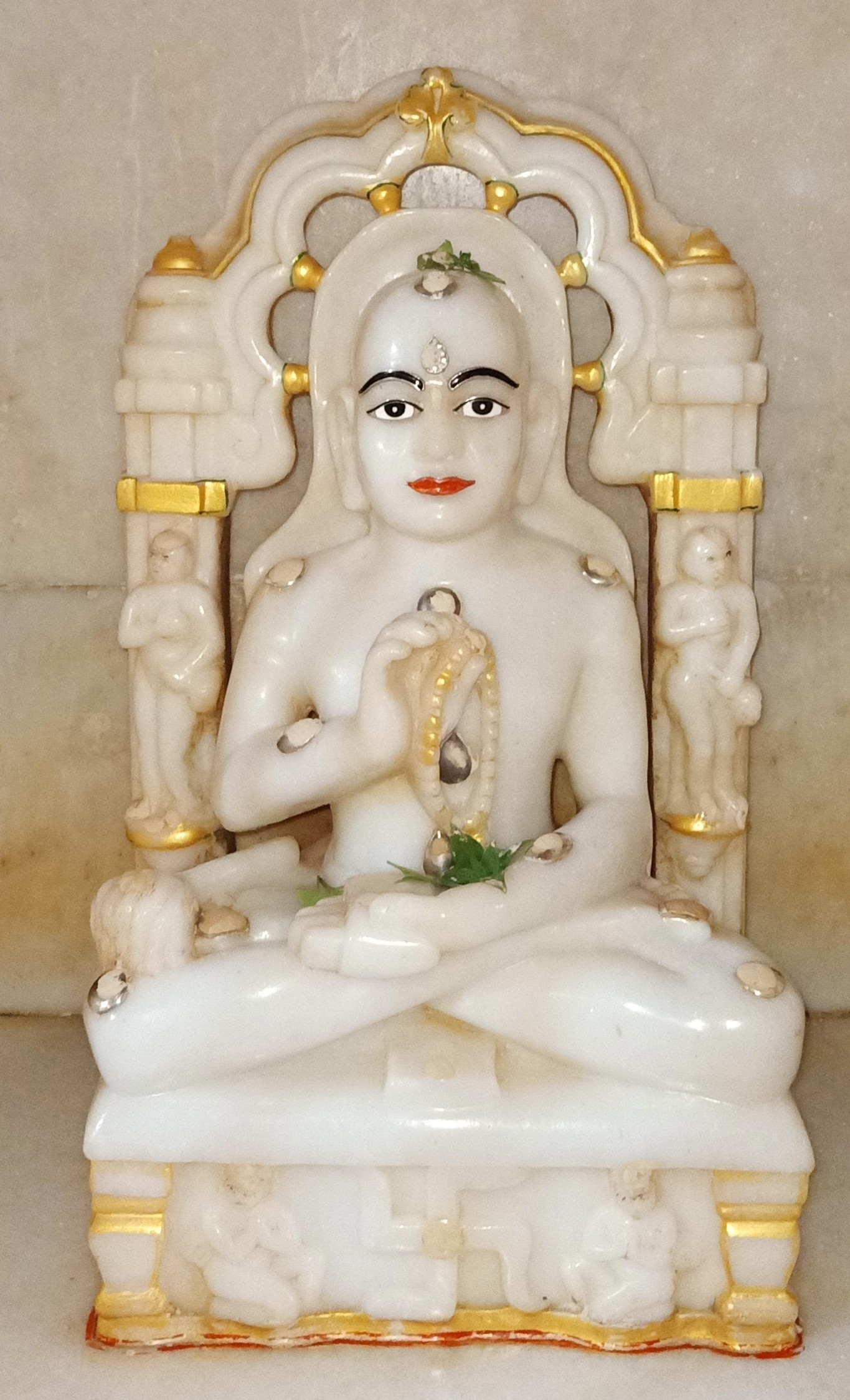
Estatua de Gautama Swami en Khambhat.

Gautama Swami fue el ganadhara (discípulo principal) de Mahavira, el 24º y último tirthankara jainista. También se le conoce como Indrabhuti Gautama, Guru Gautama y Gautama Swami Ganadhara.
En los relatos tradicionales jainistas, se cree que Gautama obtuvo el Kevala Jnana (omnisciencia) inmediatamente después de la moksha (liberación) de Mahavira. Fue sucedido por Sudharma Swami, quien se cree que ganó omnisciencia después de otros 12 años.
Según los textos de los Svetambara, Gautama tuvo un encuentro con Keśī (ganadhara de Parshvanatha). Los Svetambaras escriben el nombre de Gautama en los nuevos libros de cuentas como señal de buenos augurios en el nuevo año.
Gautama está conectado con la prosperidad ya que alimentó a algunos monjes usando sus poderes mágicos. Gautama es mencionado en la Exposición de Explicaciones, como intérprete de Mahavira. 